# Manuel García Nieto
Manuel García Nieto, né 5 avril 1894 à Macotera (Espagne) et décédé le  13 avril 1974 à Comillas (Espagne), était un prêtre jésuite  espagnol, réputé pour sa prédication et les œuvres aussi bien caritatives que spirituelles qu'il mena. Il est reconnu vénérable par l'Église catholique.

## Biographie
Né le 5 avril 1894 dans une famille profondément chrétienne, qui donna deux prêtres et deux religieuses à l’Église, le jeune Manuel entre au séminaire du diocèse de Salamanque. Il est ordonné prêtre le 16 mai 1920 et exerce son ministère d'abord en paroisse, deux ans comme vicaire à Cantalapiedra (Salamanque) et quatre ans comme curé de la petite ville de Santa Maria de Sando (Salamanque), prenant comme exemple le saint curé d'Ars.
Le 30 juillet 1926, Garcia Nieto entre chez les Jésuites. Bien que déjà prêtre, il suit le cours ordinaire du noviciat, y compris les ‘Exercices spirituels’ de saint Ignace, et fait un complément d’études théologiques à Oña (Burgos). 
En 1930, Manuel García Nieto est nommé directeur spirituel au séminaire pontifical de Comillas.  C’est là son premier poste... Il y restera durant toute sa vie active, de 1930 à 1969! Il y est également, à différents moments, professeur de théologie pastorale, et/ou de théologie spirituel et mystique. 
Durant la guerre civile d'Espagne, alors que les persécutions contre le clergé font rage il doit se cacher durant un an. Il n’en continue pas moins de donner les Exercices spirituels. C'est au cours de l'une de ses retraites qu'il est arrêté par des miliciens républicains, le 12 août 1936. Emprisonné avec plusieurs de ses, il les encourage et continue de mener son apostolat sacerdotal en captivité. 
Libéré en janvier 1937, il retourne comme directeur spirituel des étudiants de l'Université pontificale de Comillas, charge qu'il exerça jusqu'en 1969. Sa direction spirituelle appelait simplement à la ‘vie sainte’.  il se sentait appelé à la « sainteté sacerdotale » dans sa vie. Il y engageait les séminaristes et prêtres auxquelles il s'adressait spirituellement. Pendant de nombreuses années, il passa ses vacances d'été à donner les ‘Exercices spirituels’ aux prêtres et aux évêques. 
Homme de prière continue, il montrait un amour passionné pour la personne du Christ et son sacerdoce. Les pauvres étaient ses images préférées du Christ vivant dans l'Église. Le peuple de Comillas l'appelait le « père des pauvres », qu'il aida de mille façons. S'imposant une vie ascétique, ne dormant que quelques heures par nuit et ne s’alimentant que du strict nécessaire, ses prédications et son exemple suscitèrent chez un bon nombre de fidèles le retour à une foi chrétienne plus authentique.
Le père Manuel García Nieto meurt à Comillas le 13 avril 1974. Il avait 80 ans. 

## Béatification
La cause pour la béatification et la canonisation de Manuel García Nieto débute en 1990 à Santander. L'enquête diocésaine se clôture en 2006, puis est envoyée à Rome pour y être étudiée par la Congrégation pour les causes des saints. À la suite de l'avis favorable des différentes commissions, le pape François procède à la reconnaissance des vertus héroïques de Manuel García Nieto le 12 février 2019, lui attribuant ainsi le titre de vénérable.